# Даклон, Коррадо Мария
Коррадо Мария Даклон (итал. Corrado Maria Daclon; род. 1963, Милан), итальянский ученый и журналист

## Биография
Профессор Университета Ка Фоскари (Венеция, Италия): с 1995 года преподает политику охраны окружающей среды и геополитику. Журналист, писатель и публицист. Сотрудничает с рядом периодических изданий, посвященных вопросам международной энергетики, окружающей среды и геополитики. С 1987 года возглавляет старейшую организацию Италии по защите окружающей среды «Pro Natura». Начиная с 1986 году сотрудничает в качестве консультанта на высшем уровне с правительственными органами Италии (исполнял роль советника Премьер-министра, Министра защиты окружающей среды, Министра научных исследований, Министра сельского хозяйства, Министра образования). Начиная с 1999 года Коррадо Мария Даклон является старшим консультантом и научным сотрудником Комитета НАТО по вызовам современному обществу. Он установил тесные рабочие связи на высшем уровне с такими международными и федеральными структурами как Европейский союз (ЕС), NASA, ООН и Совет Европы. Опубликовал более 60 научных статей и 16 книг. Ряд монографических исследований принят в качестве основных учебных пособий в университетах Европы и Средиземноморья. В 1990-е годы был членом Координационного совета в Наироби (ЮНЕП) по подготовке Всемирного саммита в Рио-де-Жанейро, известного также как Международная конференция ООН по окружающей среде и развитию. Начиная с 2000 года является ведущим референтом Италии в проекте Международной Хартии Земли. Он также, а именно в 2005 году, занимал пост Генерального секретаря Фонда Америка-Италия — организации, исключительно близкой к консульским кругам Посольства США в Риме. Деятельность профессора Даклона, как на правительственном уровне, так и в университетской среде, охватывает 60 стран в Европе, Африке, Азии, Северной и Южной Америке.